# Tündér-szikla
A Tündér-szikla a Budai-hegység egyik sziklaalakzata, Budapest XII. kerületének Zugliget városrészében található, közel a budapesti libegő zugligeti végállomásához. Növény- és állatvilága miatt 1977-ben védett területté nyilvánították, 1978 óta az akkor újonnan létrehozott Budai Tájvédelmi Körzet védelme alatt áll. Kedvelt kirándulóhely köszönhetően annak, hogy turistaúton könnyen megközelíthető, a szikláról pedig szép a kilátás a környékre.
A Tündér-szikla a Tündér-hegy kelet-északkelet felé ereszkedő lejtőjéből toronyszerűen emelkedik ki: a Tündér-hegy irányából kevésbé, a völgy irányából azonban nagyon meredek. Anyaga késő triász korban képződött dolomitkő, mely helyenként porlik.

## Elnevezése

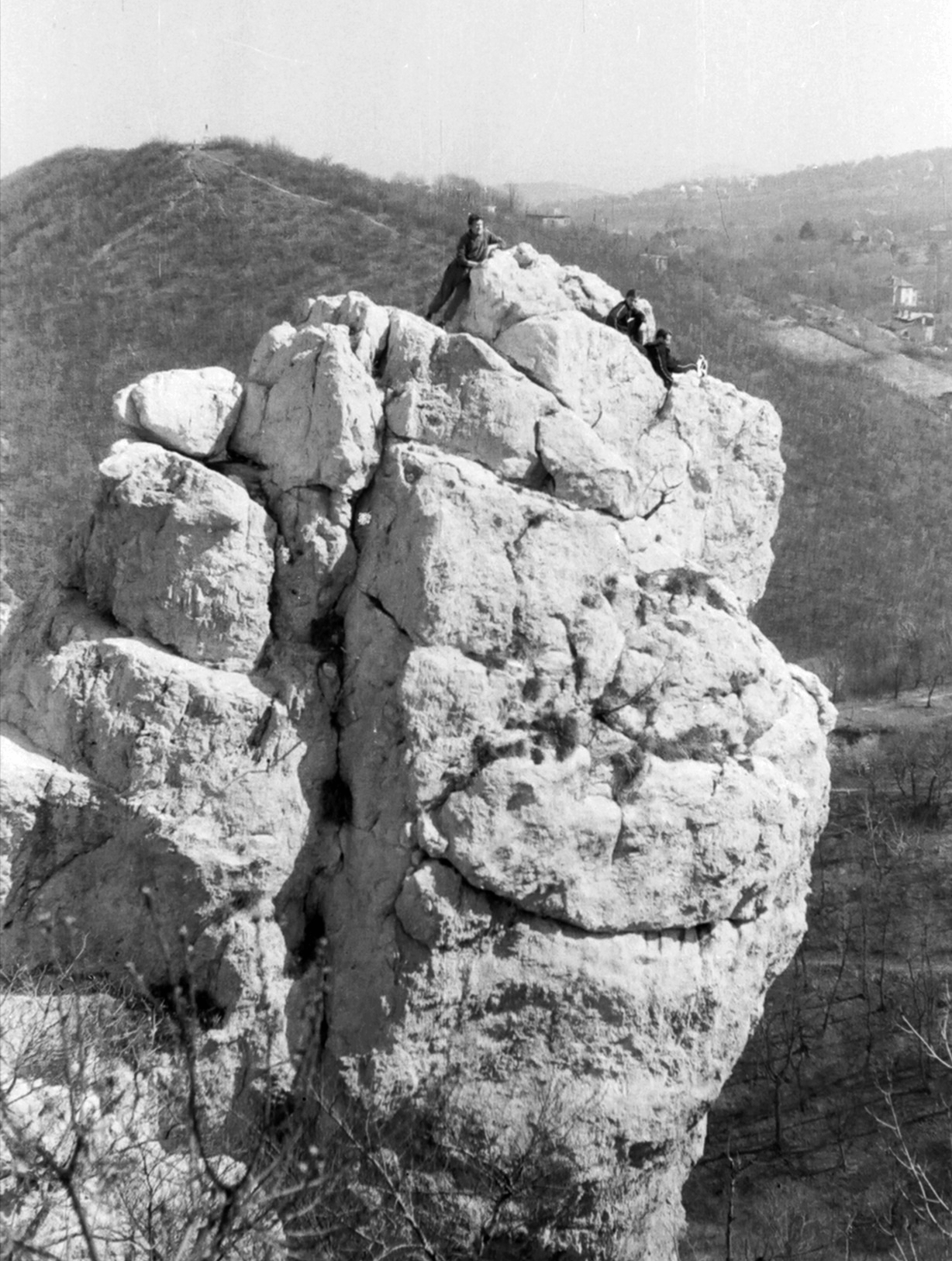
A Tündér-szikla közelről

Németül Himmelnek – azaz Égnek vagy Mennynek – nevezték (másutt az olvasható, hogy ez a Tündér-hegy neve volt), majd Döbrentei Gábor 1847-es úgynevezett „dűlőkeresztelőjét” követően lett Tündér-szikla a magyar neve. Magyarul hívták még Remete-sziklának, melyet az alatta épült remeteház miatt kapott, illetve Thirring Gusztáv közlése szerint Antal-sziklának is egy ott állt Szent Antal-szobornak köszönhetően.

## Galéria

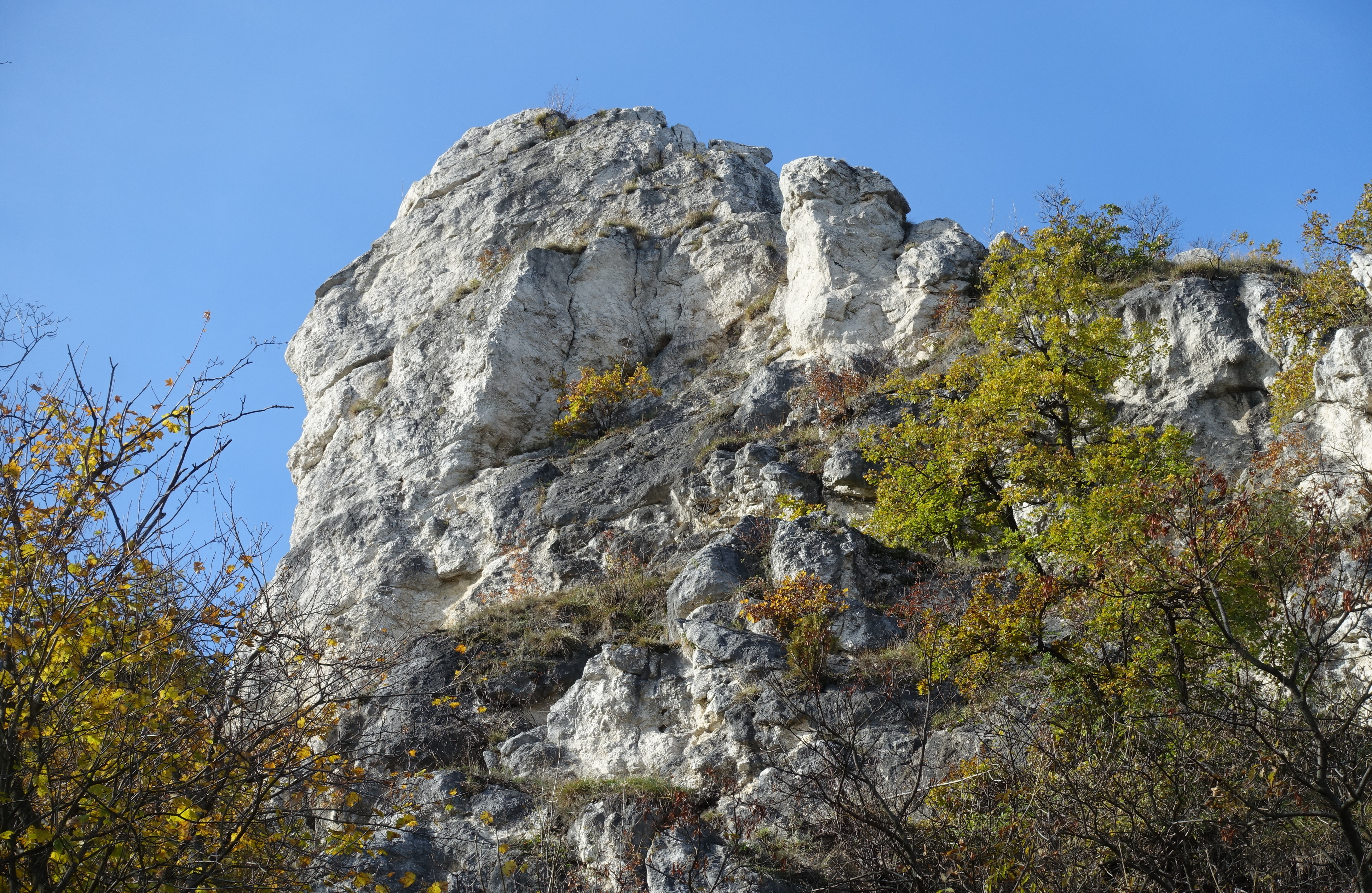
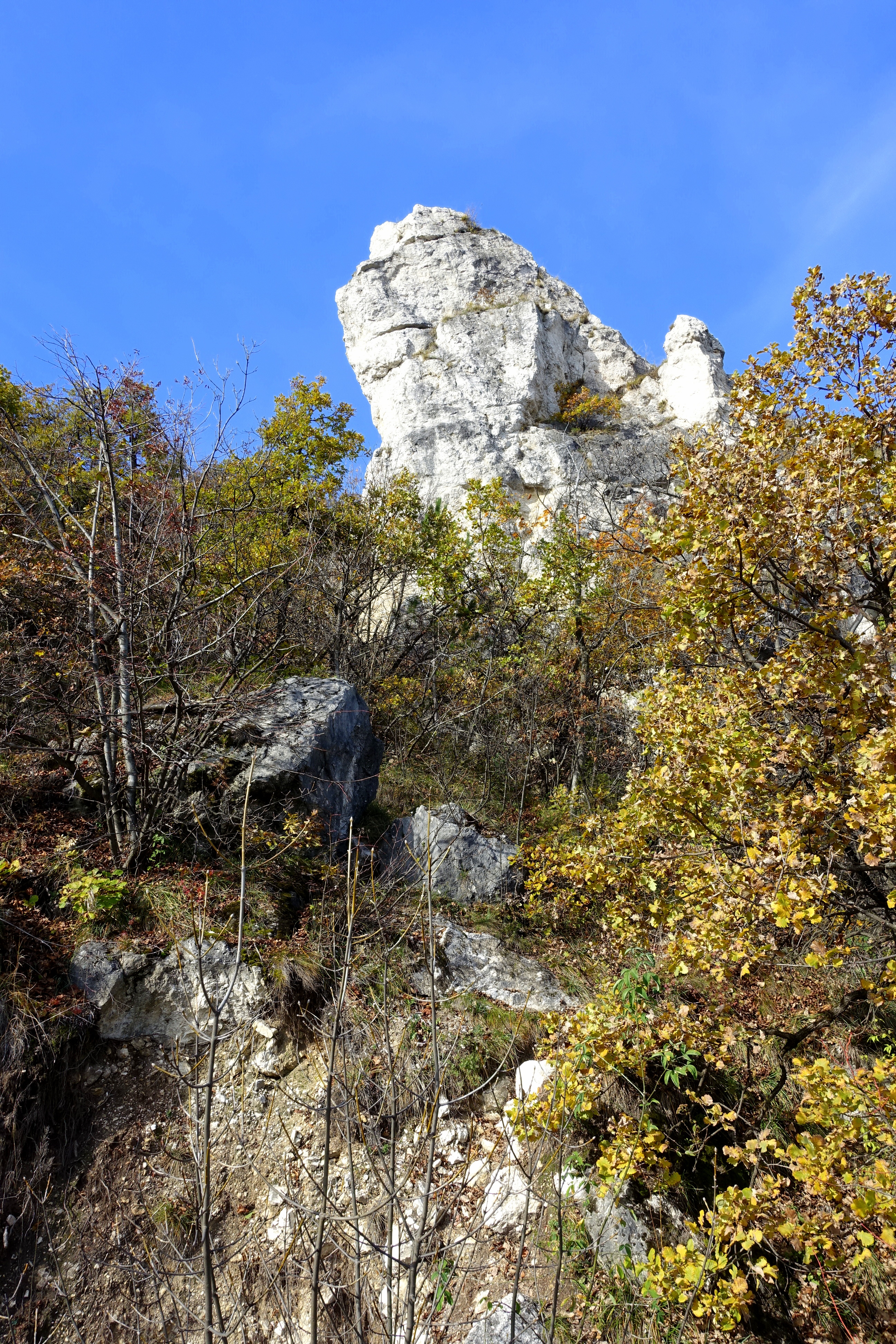
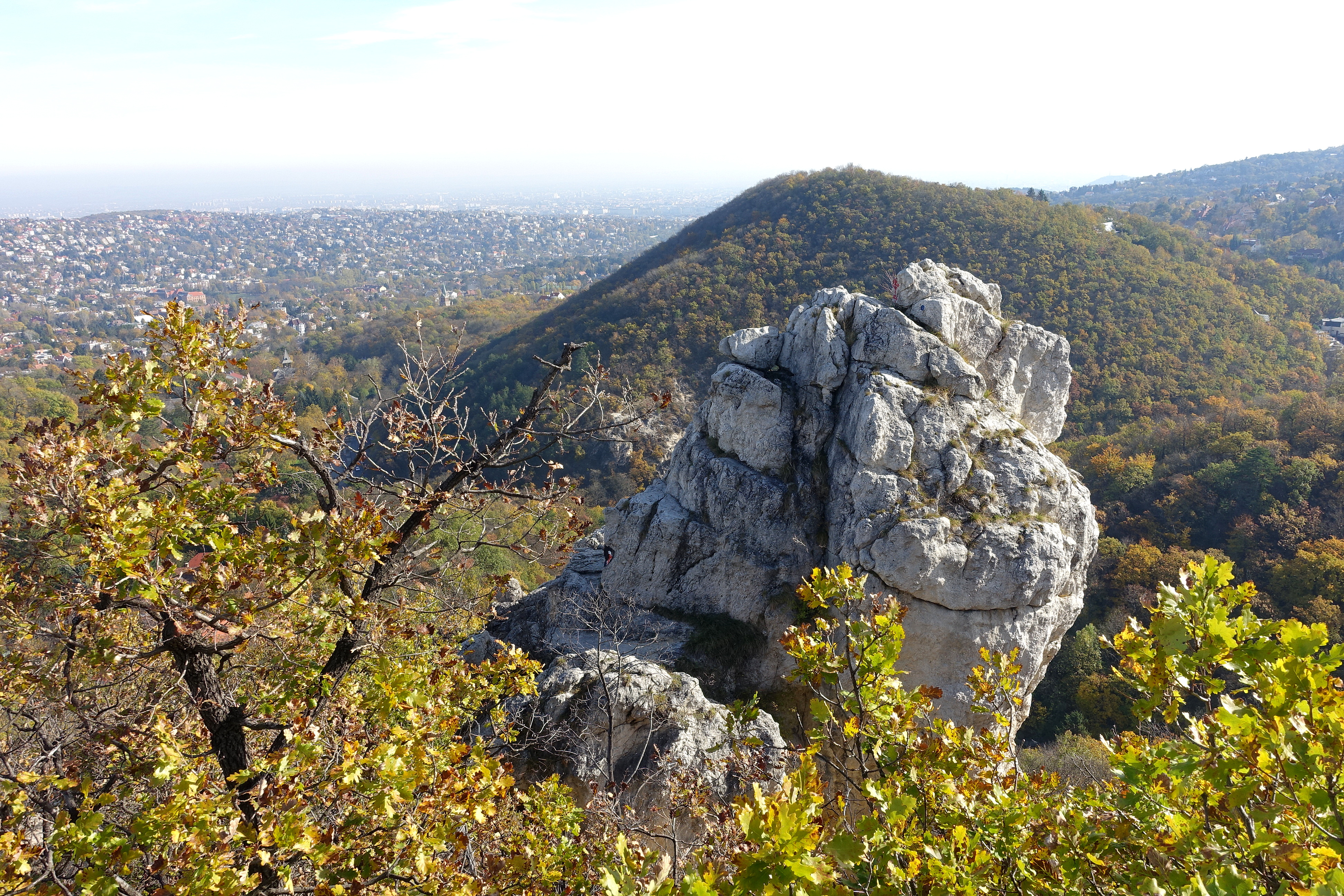
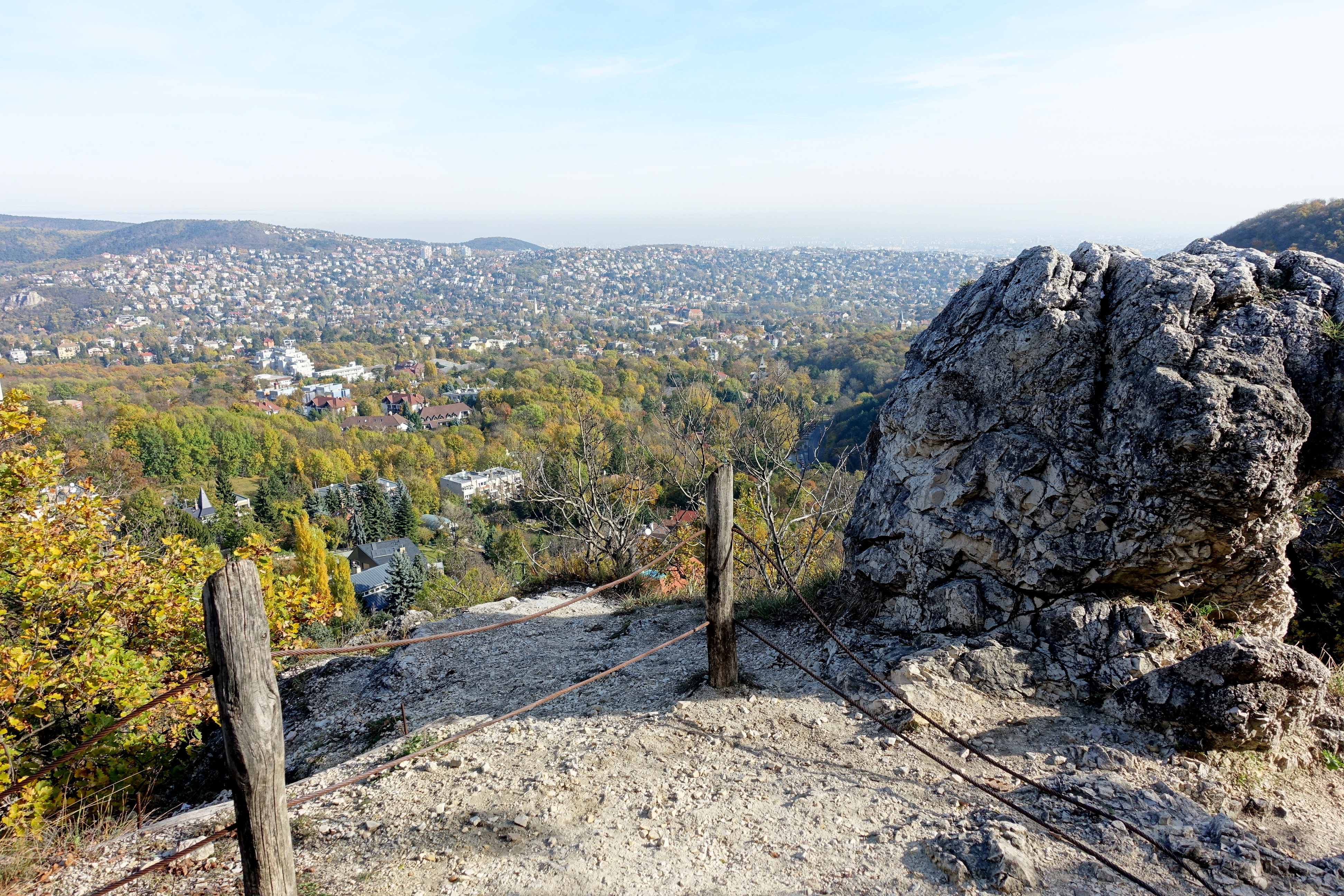
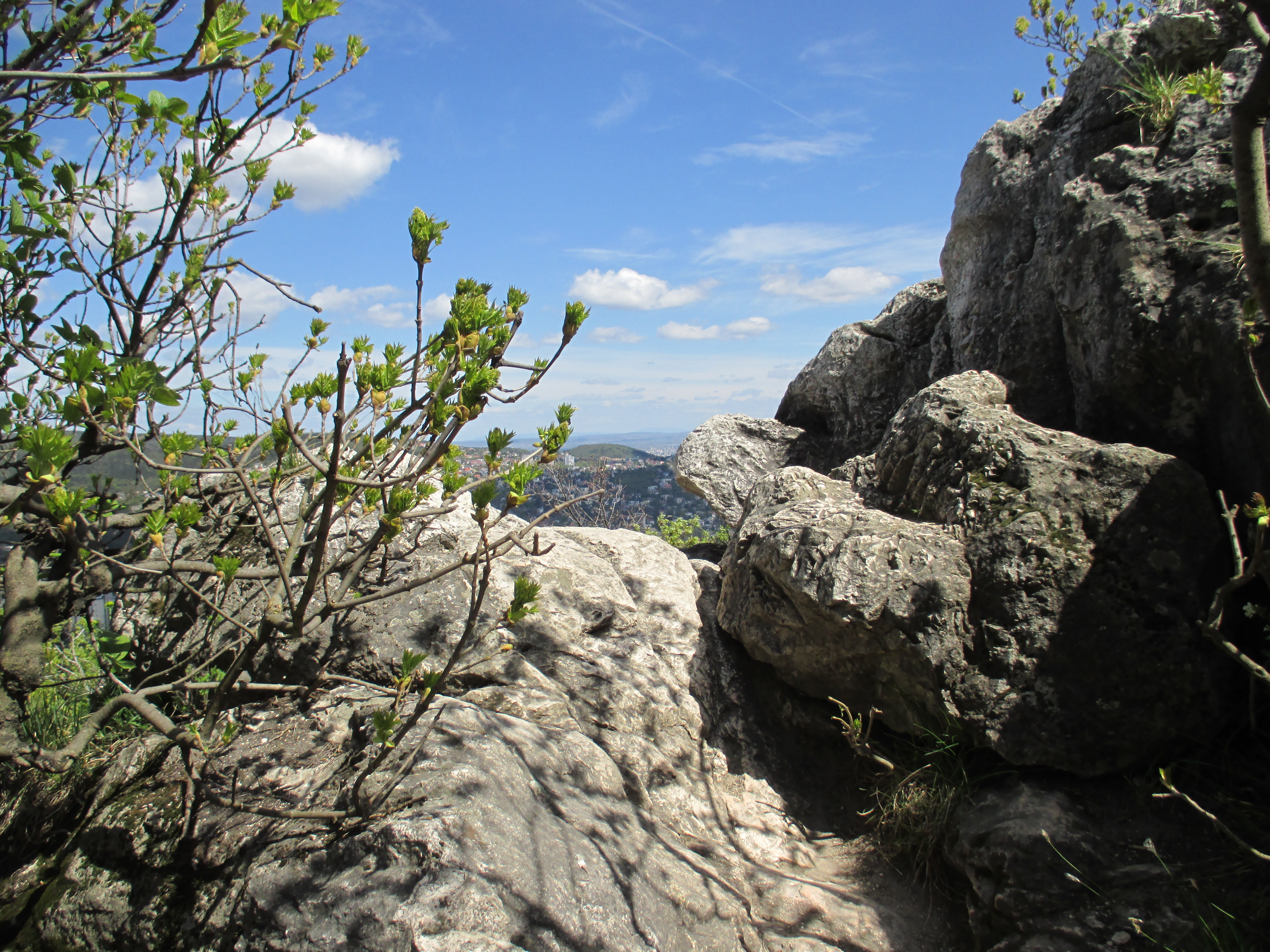
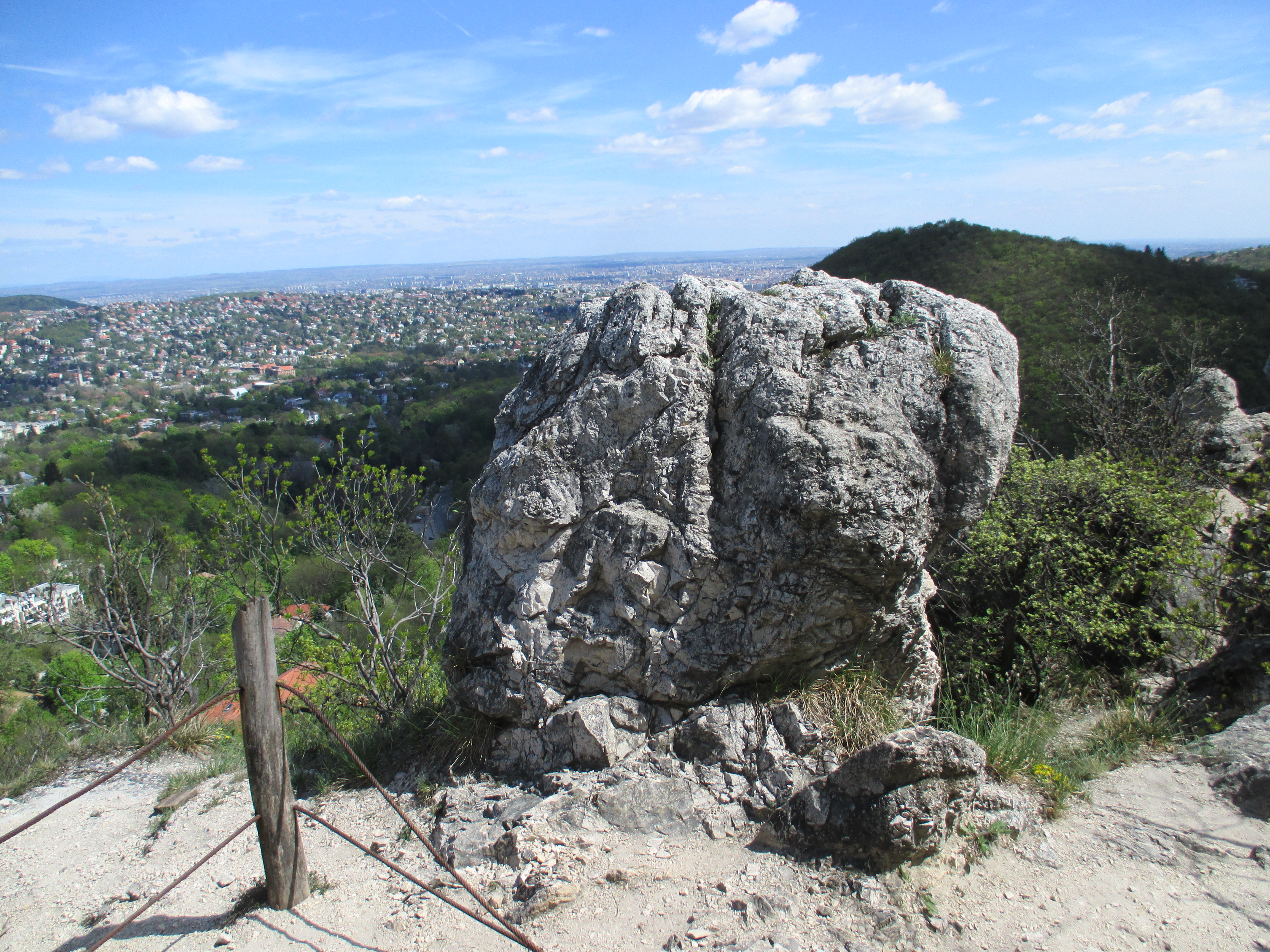